# Дальневосточная ручьевая минога
Дальневосточная ручьевая минога (лат. Lethenteron reissneri) — вид небольших бесчелюстных из семейства миноговых.

## Описание
Внешне по форме тела напоминает тихоокеанскую миногу. Пресноводный непаразитический вид. Длина взрослых особей до 25 см, обычная меньше — до 18 см. Нижнегубные зубы практически не развиты. Питается только в личиночной стадии. Нерестится вскоре после превращения из личинки во взрослую форму. Нерест во второй половине мая — июне. Икра крупная. Образ жизни изучен слабо. Обитает в реках и ручьях Дальнего Востока от Камчатки до южного Приморья.

## Распространение
В России дальневосточная ручьевая минога распространена от Анадыря и Камчатки до Сахалина, рек Седанка и Туманная. Обитает во всем бассейне Амура и Уссури. Встречается также в реках Японии и Кореи.

## Синонимы
В синонимику вида входят следующие биномены и триномены:
- Entosphenus reissneri (Dybowski, 1869)
- Lampetra mitsukurii Hatta, 1901
- Lampetra mitsukurii minor Hatta, 1911
- Lampetra reissneri (Dybowski, 1869)
- Petromyzon reissneri Dybowski, 1869